# Генератор Майснера

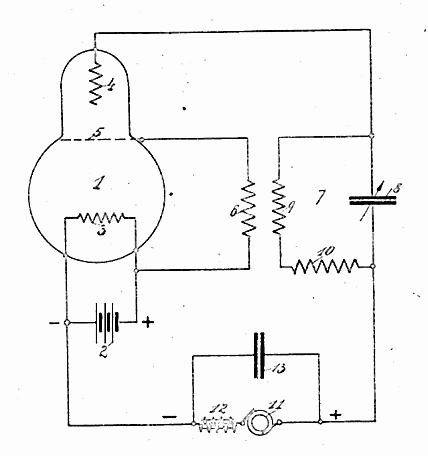
Генератор Майснера, схема з патентної заявки

Генератор Майснера, також генератор Армстронга — одна з перших схем електронних генераторів. Являє собою підсилювач електричного сигналу з позитивним зворотним зв'язком і коливальним контуром, власна частота якого визначає частоту генерованих гармонічних коливань. Схему названо на честь винахідника Александера Майснера (нім. Alexander Meißner), що отримав відповідний патент у 1913 році.
У генераторі Майснера коливальний контур працює на виході підсилювальної схеми. Якщо контур стоїть на вході, така схема носить назву генератора Армстронга, на честь американського інженера Едвіна Армстронга.

## Будова

Схема Генератор Майснера на біполярному транзисторі

Активним елементом генератора може виступати електронна лампа, біполярний транзистор чи польовий транзистор. Коливальний контур складається з котушки L2 і конденсатора C2. Котушка зворотного зв'язку L1, розташована близько до L2, призводить до самозбудження схеми, якщо виконана умова узгодження фаз (у іншому разі зв'язок буде негативним, і коливань не виникне).
На схемі роль активного елемента виконує біполярний транзистор Q, що у показаному варіанті працює за схемою зі спільним емітером. Коефіцієнт підсилення якого дорівнює відношенню індуктивного опору в колі колектора до опору емітерного резстора R3. LC-контур має дуже малий опір на частотах, що відрізняються від резонансної, тому загальний коефіцієнт підсилення виходить більше одиниці лише на резонансній частоті. Коефіцієнт трансформації контуру вибирається таким чином, щоб генеровані коливання були стійкими, але транзистор на вході не перевантажувався.

### Схема на польовому транзисторі з керуючим p-n переходом

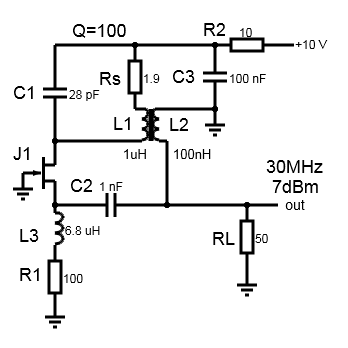
Генератор Майснера на польовому транзисторі з керуючим p-n переходом

## Розрахунок

Анімація лампового генератора Майснера

Якщо генератор Майснера розрахований неправильно, коливання виникають, але їх форма може помітно відрізнятися від синусоїдної. У ідеальному випадку одразу після увімкнення генератора його коефіцієнт підсилення трохи більший одиниці, але відразу зменшується точно до 1. Для такого регулювання амплітуди корисною виявляється така властивість польового транзистора, як залежність коефіцієнту підсилення від напруги на базі. Деякі схеми з двома і більше транзисторами дозволяють точніше підтримувати амплітуду коливань. Як і у всіх схемах з коливальним контуром, для стійкої генерації потрібно правильно вибирати значення ємності і індуктивності.

## Розрахунок параметрів
Типовий малопотужний транзистор має коефіцієнт передачі струму B приблизно B = 100 і напругу база-емітер на рівні UBE = 0,65 В. Покладемо також, що струм колектора на робочій точці IC = 2 мА, а напруга живлення схеми UB = 15 В.
Задамо падіння напруги на емітерному резисторі R3 на рівні 1 В. Звідси:
{\displaystyle R_{3}={\frac {1\,\mathrm {V} }{I_{C}}}={\frac {1\,\mathrm {V} }{2\,\mathrm {mA} }}=500\,\Omega }
Таким чином, дільник напруги R1 / R2 повинен видавати 1 В плюс 0,65 В напруги між базою і емітером. Дільник має забезпечувати струм бази IB = IC / B = 2 мА / 100 = 20 мкА; якщо прийняти значення наскрізного струму вдесятеро більшим (0,2 мА), то струмом бази можна знехтувати. В такому випадку отримуємо:
{\displaystyle R_{2}={\frac {1\,\mathrm {V} +0{,}65\,\mathrm {V} }{0{,}2\mathrm {mA} }}=8{,}2\,\mathrm {k\Omega } }
{\displaystyle R_{1}={\frac {15\,\mathrm {V} -(1\mathrm {V} +0{,}65\,\mathrm {V} )}{0{,}2\,\mathrm {mA} }}=67\,\mathrm {k} \Omega }
Для котушки L1 з індуктивністю 22 мГн і конденсатора C2 ємністю 33 нФ резонансна частота
{\displaystyle f_{O}={\frac {1}{2\pi \cdot {\sqrt {22\,\mathrm {mH} \cdot 33\,\mathrm {nF} }}}}=5{,}9\,\mathrm {kHz} }
Щоб транзистор Q не перевантажувався і видавав правильний синусоїдний сигнал, напруга зворотного зв'язку не повинна перевищувати 1,5 Вpp (від піку до піку сигналу). Напруга в контурі в моменти резонансу може досягати 28 Вpp. Таким чином для коефіцієнту трансформації 1:18 і для коефіцієнту підсилення v=18, опір у колі колектора повинен бути мінімум 9 кОм (враховуючи вихідний опір транзистора на рівні 100 кОм).
Покладемо коефіцієнт добротності g = 50 an, тоді опір LC-контуру на резонансній частоті
{\displaystyle R_{LC}=g\cdot {\sqrt {\frac {L}{C}}}=50\cdot {\sqrt {\frac {22\,\mathrm {mH} }{33\,\mathrm {nF} }}}=41\,\mathrm {k} \Omega }
Омічний опір котушки при цьому 16 Ом.
Роздільні конденсатори C1 і C3 дозволяють проходження лише змінного струму і не змінюють робочу точку транзистора.